# Dresdner Eislöwen
Dresdner Eislöwen je německý klub ledního hokeje, který sídlí v saském městě Drážďany. Založen byl v roce 1990 pod názvem ESC Dresden. Svůj současný název nese od roku 2000. Od sezóny 2013/14 působí v Deutsche Eishockey Lize 2, druhé německé nejvyšší soutěži ledního hokeje. Klubové barvy jsou modrá a bílá.
Své domácí zápasy odehrává v EnergieVerbund Areně s kapacitou 4 412 diváků.

## Historické názvy
Zdroj:
- 1990 – ESC Dresden (Eissportclub Dresden)
- 2000 – Dresdner Eislöwen

## Přehled ligové účasti
Stručný přehled
Zdroj:
- 1990–1994: Eishockey-Sachsenliga (5. ligová úroveň v Německu)
- 1994–1998: Eishockey-Regionalliga Nordost (4. ligová úroveň v Německu)
- 1998–1999: Eishockey-Sachsenliga (5. ligová úroveň v Německu)
- 1999–2001: Eishockey-Oberliga Nord (3. ligová úroveň v Německu)
- 2001–2003: Eishockey-Oberliga (3. ligová úroveň v Německu)
- 2003–2005: Eishockey-Oberliga Nordost (3. ligová úroveň v Německu)
- 2005–2007: 2. Eishockey-Bundesliga (2. ligová úroveň v Německu)
- 2007–2008: Eishockey-Oberliga Nord (3. ligová úroveň v Německu)
- 2008–2013: 2. Eishockey-Bundesliga (2. ligová úroveň v Německu)
- 2013– : DEL2 (2. ligová úroveň v Německu)

Jednotlivé ročníky
Zdroj:
Legenda: ZČ – základní část, červené podbarvení – sestup, zelené podbarvení – postup, fialové podbarvení – reorganizace, změna skupiny či soutěže
| Německo (1990 – ) |                      |           |           |                              |               |
| Sezóny            | Soutěž               | Úroveň    | ZČ        | Play-off                     | Poznámky      |
| 1990/91           | Sachsenliga          | 5. úroveň | ?. místo  |                              |               |
| 1991/92           | Sachsenliga          | 5. úroveň | ?. místo  |                              |               |
| 1992/93           | Sachsenliga          | 5. úroveň | ?. místo  |                              |               |
| 1993/94           | Sachsenliga          | 5. úroveň | ?. místo  |                              | Postup        |
| 1994/95           | Regionalliga Nordost | 4. úroveň | ?. místo  |                              |               |
| 1995/96           | Regionalliga Nordost | 4. úroveň | ?. místo  |                              |               |
| 1996/97           | Regionalliga Nordost | 4. úroveň | ?. místo  |                              |               |
| 1997/98           | Regionalliga Nordost | 4. úroveň | ?. místo  |                              | Sestup        |
| 1998/99           | Sachsenliga          | 5. úroveň | ?. místo  |                              | Koupě licence |
| 1999/00           | Oberliga Nord        | 3. úroveň | 8. místo  | Čtvrtfinále                  |               |
| 2000/01           | Oberliga Nord        | 3. úroveň | 3. místo  | Semifinále                   |               |
| 2001/02           | Oberliga             | 3. úroveň | 5. místo  | Semifinále                   |               |
| 2002/03           | Oberliga             | 3. úroveň | 4. místo  | Finále                       |               |
| 2003/04           | Oberliga Nordost     | 3. úroveň | 2. místo  | Čtvrtfinále                  |               |
| 2004/05           | Oberliga Nordost     | 3. úroveň | 1. místo  | Vítěz                        | Postup        |
| 2005/06           | 2. Bundesliga        | 2. úroveň | 7. místo  | Semifinále                   |               |
| 2006/07           | 2. Bundesliga        | 2. úroveň | 11. místo | Play-out (prohra)            | Sestup        |
| 2007/08           | Oberliga Nord        | 3. úroveň | 1. místo  | Vítěz                        | Postup        |
| 2008/09           | 2. Bundesliga        | 2. úroveň | 12. místo |                              |               |
| 2009/10           | 2. Bundesliga        | 2. úroveň | 9. místo  | Předkolo                     |               |
| 2010/11           | 2. Bundesliga        | 2. úroveň | 6. místo  | Semifinále                   |               |
| 2011/12           | 2. Bundesliga        | 2. úroveň | 13. místo | Skupina o udržení (1. místo) |               |
| 2012/13           | 2. Bundesliga        | 2. úroveň | 10. místo |                              | Reorganizace  |
| 2013/14           | DEL2                 | 2. úroveň | 7. místo  | Čtvrtfinále                  |               |
| 2014/15           | DEL2                 | 2. úroveň | 10. místo | Čtvrtfinále                  |               |
| 2015/16           | DEL2                 | 2. úroveň | 7. místo  | Semifinále                   |               |
| 2016/17           | DEL2                 | 2. úroveň | 4. místo  | Čtvrtfinále                  |               |
| 2017/18           | DEL2                 | 2. úroveň | 8. místo  | Předkolo                     |               |
| 2018/19           | DEL2                 | 2. úroveň |           |                              |               |